# Styrian Bears 2011
Questa voce raccoglie le informazioni riguardanti gli Styrian Bears nelle competizioni ufficiali della stagione 2011.

## Austrian Football Division 2 2011

### Stagione regolare
| 10 aprile 2011 3ª giornata | Black Lions 2 | 18 – 7 (6-7 6-0 0-0 6-0) | Styrian Bears |  |

| 17 aprile 2011 4ª giornata | Styrian Bears | 32 – 21 (13-0 6-14 7-0 6-7) | Graz Giants 2 |  |

| 30 aprile 2011 6ª giornata | Styrian Bears | 64 – 0 (14-0 29-0 7-0 14-0) | Styrian Hurricanes |  |

| 8 maggio 2011 7ª giornata | Styrian Hurricanes | 0 – 55 (0-6 0-22 0-14 0-13) | Styrian Bears |  |

| 21 maggio 2011 9ª giornata | Styrian Bears | 35 – 28 (0-7 14-7 7-7 14-7) | Black Lions 2 |  |

| 29 maggio 2011 10ª giornata | Graz Giants 2 | 13 – 14 | Styrian Bears | (60 spett.) |

### Statistiche di squadra
| Competizione      | %Vittorie | In casa | In casa | In casa | In casa | In casa | In casa | In trasferta | In trasferta | In trasferta | In trasferta | In trasferta | In trasferta | Totale | Totale | Totale | Totale | Totale | Totale |
| Competizione      | %Vittorie | G       | V       | N       | P       | Pf      | Ps      | G            | V            | N            | P            | Pf           | Ps           | G      | V      | N      | P      | Pf     | Ps     |
| ----------------- | --------- | ------- | ------- | ------- | ------- | ------- | ------- | ------------ | ------------ | ------------ | ------------ | ------------ | ------------ | ------ | ------ | ------ | ------ | ------ | ------ |
| Stagione regolare | .833      | 3       | 3       | 0       | 0       | 131     | 49      | 3            | 2            | 0            | 1            | 76           | 31           | 6      | 5      | 0      | 1      | 207    | 80     |
| Totale            | .833      | 3       | 3       | 0       | 0       | 131     | 49      | 3            | 2            | 0            | 1            | 76           | 31           | 6      | 5      | 0      | 1      | 207    | 80     |